# Bouba Njida Nationalpark
Bouba Njida Nationalpark er en nationalpark i Cameroun. Der lever i alt 23 antilopearter i parken. Hyænehund, Lycaon pictus, blev observeret i Bouba Njida nationalpark i begyndelsen af det 21. århundrede. Denne bestand af truede hunde er en af de få, der stadig fandtes i Cameroun i år 2000.
I 2012 massakrerede tungt bevæbnede krybskytter fra Tchad og Sudan omkring 200 afrikanske  elefanter og udslettede dermed mere end halvdelen af elefantbestanden i Bouba N'Djida nationalpark.

## Baggrund
Bouba Njida Nationalpark  dækker et område på 2.200 km2 Oprindeligt blev den oprettet som et reservat i 1932. Den blev opgraderet til nationalparkniveau i 1980. Det rapporteres, at parken er en savanneskov, og den gennemsnitlige højde varierer fra 251 til 864 moh. Parken får en gennemsnitlig nedbør på 1082 mm pr. år. Parken er kategoriseret under IUCN II. I Cameroun findes  omkring 60, af Hyænehunden, Lycaon pictus,  som IUCN betragter som kritisk truet, og de er fundet i denne park. I alt 23 antilopearter forekommer i parken.